# Општина Мексикали (Доња Калифорнија)
Мексикали (шп. Mexicali) општина је у Мексику у савезној држави Доња Калифорнија. Општина се налази на надморској висини од 8 м.

## Становништво
Према подацима из 2010. у општини је живело 936826 становника.

### Хронологија
| Година       | 2000                     | 2005                     | 2010                     |
| ------------ | ------------------------ | ------------------------ | ------------------------ |
| Становништво | 764602 (384270 / 380332) | 855962 (430438 / 425524) | 936826 (473203 / 463623) |

### Попис
| \| \| м \| \| \| ж \| \| 0—2 \| 24.663 \| \| \| 23.642 \| \| 3—5 \| 26.512 \| \| \| 25.406 \| \| 6—11 \| 53.962 \| \| \| 51.797 \| \| 12—14 \| 26.379 \| \| \| 25.405 \| \| 15—17 \| 26.319 \| \| \| 25.175 \| \| 18—24 \| 59.740 \| \| \| 57.241 \| \| 60+ \| 34.478 \| \| \| 39.272 \| \| Просек : \| 29,5 \| \| \| 30,0 \| |        |  |  |        |
| |        |  |  |        |
| | м      |  |  | ж      |
| 0—2 | 24.663 |  |  | 23.642 |
| 3—5 | 26.512 |  |  | 25.406 |
| 6—11 | 53.962 |  |  | 51.797 |
| 12—14 | 26.379 |  |  | 25.405 |
| 15—17 | 26.319 |  |  | 25.175 |
| 18—24 | 59.740 |  |  | 57.241 |
| 60+ | 34.478 |  |  | 39.272 |
| Просек : | 29,5   |  |  | 30,0   |

| #   | Индикатор                                                                                        | Вредност |
| --- | ------------------------------------------------------------------------------------------------ | -------- |
| 1   | Становништво од 0 до 2 године                                                                    | 48305    |
| 2   | Мушко становништво од 0 до 2 године                                                              | 24663    |
| 3   | Женско становништво од 0 до 2 године                                                             | 23642    |
| 4   | Становништво са 3 и више година                                                                  | 869579   |
| 5   | Мушко становништво са 3 и више година                                                            | 439044   |
| 6   | Женско становништво са 3 и више година                                                           | 430535   |
| 7   | Становништво са 5 и више година                                                                  | 834904   |
| 8   | Мушко становништво са 5 и више година                                                            | 421392   |
| 9   | Женско становништво са 5 и више година                                                           | 413512   |
| 10  | Становништво са 12 и више година                                                                 | 711902   |
| 11  | Мушко становништво са 12 и више година                                                           | 358570   |
| 12  | Женско становништво са 12 и више година                                                          | 353332   |
| 13  | Становништво са 15 и више година                                                                 | 660118   |
| 14  | Мушко становништво са 15 и више година                                                           | 332191   |
| 15  | Женско становништво са 15 и више година                                                          | 327927   |
| 16  | Становништво са 18 и више година                                                                 | 608624   |
| 17  | Мушко становништво са 18 и више година                                                           | 305872   |
| 18  | Женско становништво са 18 и више година                                                          | 302752   |
| 19  | Становништво од 3 до 5 година                                                                    | 51918    |
| 20  | Мушко становништво од 3 до 5 година                                                              | 26512    |
| 21  | Женско становништво од 3 до 5 година                                                             | 25406    |
| 22  | Становништво од 6 до 11 година                                                                   | 105759   |
| 23  | Мушко становништво од 6 до 11 година                                                             | 53962    |
| 24  | Женско становништво од 6 до 11 година                                                            | 51797    |
| 25  | Становништво од 8 до 14 година                                                                   | 123368   |
| 26  | Мушко становништво од 8 до 14 година                                                             | 62986    |
| 27  | Женско становништво од 8 до 14 година                                                            | 60382    |
| 28  | Становништво од 12 до 14 година                                                                  | 51784    |
| 29  | Мушко становништво од 12 до 14 година                                                            | 26379    |
| 30  | Женско становништво од 12 до 14 година                                                           | 25405    |
| 31  | Становништво од 15 до 17 година                                                                  | 51494    |
| 32  | Мушко становништво од 15 до 17 година                                                            | 26319    |
| 33  | Женско становништво од 15 до 17 година                                                           | 25175    |
| 34  | Становништво од 18 до 24 године                                                                  | 116981   |
| 35  | Мушко становништво од 18 до 24 године                                                            | 59740    |
| 36  | Женско становништво од 18 до 24 године                                                           | 57241    |
| 37  | Женско становништво од 15 до 49 година                                                           | 250184   |
| 38  | Становништво са 60 и више година                                                                 | 73750    |
| 39  | Мушко становништво са 60 и више година                                                           | 34478    |
| 40  | Женско становништво са 60 и више година                                                          | 39272    |
| 41  | Однос између мушкараца и жена                                                                    | 102.07   |
| 42  | Становништво од нуле до 14 година                                                                | 257766   |
| 43  | Становништво од 15 до 64 године                                                                  | 611118   |
| 44  | Становништво од 65 година и више                                                                 | 49000    |
| 45  | Просечан број деце                                                                               | 2.17     |
| 46  | Становништво рођено у ентитету                                                                   | 597112   |
| 47  | Мушко становништво рођено у ентитету                                                             | 304046   |
| 48  | Женско становништво рођено у ентитету                                                            | 293066   |
| 49  | Становништво рођено у другом ентитету                                                            | 287684   |
| 50  | Мушко становништво рођено у другом ентитету                                                      | 142189   |
| 51  | Женско становништво рођено у другом ентитету                                                     | 145495   |
| 52  | Становништво од 5 година и више резидентно у ентитету у јуну 2005. године                        | 784058   |
| 53  | Мушко становништво старосног доба од 5 година и више, резидентно у ентитету у јуну 2005. године  | 393799   |
| 54  | Женско становништво старосног доба од 5 и више година, резидентно у ентитету у јуну 2005. године | 390259   |
| 55  | Становништво од 5 година и више које је живело у другом ентитету у јуну 2005. године             | 30422    |
| 56  | Мушко становништво старије од 5 година које је живело у другом ентитету у јуну 2005. године      | 15443    |
| 57  | Женско становништво старије од 5 година које је живело у другом ентитету у јуну 2005. године     | 14979    |
| 58  | Становништво од 3 године и више које говори аутохтони језик                                      | 4036     |
| 59  | Мушко становништво старо 3 године и више које говори аутохтони језик                             | 2331     |
| 60  | Женско становништво старо 3 године и више које говори аутохтони језик                            | 1705     |
| 61  | Становништво од 3 године и више које говори аутохтони језик и не говори шпански језик            | 25       |
| 62  | Мушко становништво старо 3 године и више које говори аутохтони језик и не говори шпански         | 9        |
| 63  | Женско становништво старо 3 године и више које говори аутохтони језик и не говори шпански језик  | 16       |
| 64  | Становништво старо 3 године и више које говори аутохтони језик и шпански                         | 2487     |
| 65  | Мушко становништво старо 3 године и више које говори аутохтони језик и шпански                   | 1436     |
| 66  | Женско становништво старо 3 године и више које говори аутохтони језик и шпански                  | 1051     |
| 67  | Становништво од 5 година и више које говори аутохтони језик                                      | 3961     |
| 68  | Становништво од 5 година и више које говори аутохтони језик и не говори шпански језик            | 23       |
| 69  | Становништво од 5 година и више које говори аутохтони језик и говори шпански језик               | 2468     |
| 70  | Становништво у домородачким домаћинствима                                                        | 8451     |
| 71  | Становништво са ограничењима у активностима                                                      | 34483    |
| 72  | Становништво са ограниченим ходањем или кретањем, горе или доле                                  | 19869    |
| 73  | Становници са ограничењима вида, чак и уз кориштење сочива                                       | 8789     |
| 74  | Становништво са ограничењима говора, комуникације или конверзације                               | 3071     |
| 75  | Становништво са ограниченим слухом                                                               | 2770     |
| 76  | Становништво са ограничењима при одевању, купању или јелу                                        | 2262     |
| 77  | Становништво са ограничењима у опажању или учењу једноставних ствари                             | 1754     |
| 78  | Становништво са менталним ограничењима                                                           | 3762     |
| 79  | Становништво без ограничења активности                                                           | 872157   |
| 80  | Становништво од 3 до 5 година које не похађа школу                                               | 25373    |
| 81  | Мушко становништво од 3 до 5 година које не похађа школу                                         | 12965    |
| 82  | Женско становништво од 3 до 5 година које не похађа школу                                        | 12408    |
| 83  | Становништво од 6 до 11 година које не похађа школу                                              | 2468     |
| 84  | Мушко становништво од 6 до 11 година које не похађа школу                                        | 1350     |
| 85  | Женско становништво од 6 до 11 година које не похађа школу                                       | 1118     |
| 86  | Становништво од 12 до 14 година које не похађа школу                                             | 2457     |
| 87  | Мушко становништво од 12 до 14 година које не похађа школу                                       | 1350     |
| 88  | Женско становништво од 12 до 14 година које не похађа школу                                      | 1107     |
| 89  | Становништво од 15 до 17 година похађа школу                                                     | 38271    |
| 90  | Мушко становништво од 15 до 17 година похађа школу                                               | 19563    |
| 91  | Женско становништво између 15 и 17 година живота у школи                                         | 18708    |
| 92  | Становништво од 18 до 24 године похађа школу                                                     | 37835    |
| 93  | Мушко становништво од 18 до 24 године похађа школу                                               | 19282    |
| 94  | Женско становништво од 18 до 24 године похађа школу                                              | 18553    |
| 95  | Становништво од 8 до 14 година које не може да чита и пише                                       | 2126     |
| 96  | Мушко становништво старосног доба од 8 до 14 година које не може да чита и пише                  | 1269     |
| 97  | Женско становништво старосног доби од 8 до 14 година које не може да чита и пише                 | 857      |
| 98  | Становништво од 15 година и више које је неписмено                                               | 15095    |
| 99  | Мушко становништво од 15 година и више које је неписмено                                         | 7096     |
| 100 | Женско становништво од 15 година и више које је неписмено                                        | 7999     |
| 101 | Становништво старо 15 и више година без школовања                                                | 23487    |
| 102 | Мушко становништво старо 15 и више година без школовања                                          | 11507    |
| 103 | Женско становништво старо 15 и више година без школовања                                         | 11980    |
| 104 | Становништво старосног доба 15 и више година са непотпуним основним образовањем                  | 57782    |
| 105 | Мушко становништво старосног доба од 15 година и више са непотпуном основним образовањем         | 29521    |
| 106 | Женско становништво старосног доба 15 и више година са непотпуном основним образовањем           | 28261    |
| 107 | Становништво старо 15 и више година са комплетним основним образовањем                           | 78815    |
| 108 | Мушко становништво старо 15 година и више са комплетним основним образовањем                     | 38114    |
| 109 | Женско становништво старо 15 и више година са комплетним основним образовањем                    | 40701    |
| 110 | Становништво старосног доба 15 и више година са непотпуним средњим образовањем                   | 45210    |
| 111 | Мушко становништво старосног доба од 15 година и више са непотпуним средњим образовањем          | 25415    |
| 112 | Женско становништво старосног доба од 15 година и више са непотпуним средњим образовањем         | 19795    |
| 113 | Становништво старо 15 и више година са пуним секундарном образовањем                             | 162037   |
| 114 | Мушко становништво старосног доба од 15 година и више са пуним секундарном образовањем           | 80157    |
| 115 | Женско становништво старосног доба од 15 година и више са пуним секундарном образовањем          | 81880    |
| 116 | Становништво старије од 18 година са постосновним образовањем                                    | 263386   |
| 117 | Мушко становништво старије од 18 година са постосновним образовањем                              | 133969   |
| 118 | Женско становништво старије од 18 година са постосновним образовањем                             | 129417   |
| 119 | Просечна оцена школовања                                                                         | 9.58     |
| 120 | Просечан ниво образовања мушке популације                                                        | 9.62     |
| 121 | Просечан ниво образовања женског становништва                                                    | 9.54     |
| 122 | Економски активно становништво                                                                   | 404701   |
| 123 | Економски активна мушка популација                                                               | 259248   |
| 124 | Економски активна женска популација                                                              | 145453   |
| 125 | Становништво које није економски активно                                                         | 298456   |
| 126 | Мушко становништво које није економски активно                                                   | 93005    |
| 127 | Женско становништво које није економски активно                                                  | 205451   |
| 128 | Запослено становништво                                                                           | 386368   |
| 129 | Запослено мушко становништво                                                                     | 245040   |
| 130 | Запослено женско становништво                                                                    | 141328   |
| 131 | Незапослена популација                                                                           | 18333    |
| 132 | Незапослена мушка популација                                                                     | 14208    |
| 133 | Незапослена женска популација                                                                    | 4125     |
| 134 | Становништво без права на здравствене услуге                                                     | 216732   |
| 135 | Становништво које има право на здравствене услуге                                                | 694167   |
| 136 | Становништво које има право на ИМСС                                                              | 433513   |
| 137 | Становништво које има право на социјално осигурање                                               | 48867    |
| 138 | Становништво које има право на државно социјално осигурање                                       | 40369    |
| 139 | Становништво које има право на опште осигурање или здравствено осигурање за нову генерацију      | 144805   |
| 140 | Становништво које је било једном или није било у браку током 12 година и више                    | 246724   |
| 141 | Венчано или уједињено становништво од 12 година и више                                           | 384622   |
| 142 | Становништво које је било у браку или уједињено 12 година и више                                 | 78027    |
| 143 | Становништво са католичком религијом                                                             | 690910   |
| 144 | Протестанти, еванђелисти и библијски следбеници различити од еванђелиста                         | 121167   |
| 145 | Становништво са другим религијама различитим од претходних                                       | 934      |
| 146 | Становништво без религије                                                                        | 89251    |
| 147 | Укупно пописаних домаћинства                                                                     | 259566   |
| 148 | Пописна домаћинства на челу са мушкарцима                                                        | 193580   |
| 149 | Пописна домаћинства на челу са женама                                                            | 65986    |
| 150 | Становништво у пописним домаћинствима                                                            | 912789   |
| 151 | Становништво у пописним домаћинствима на челу са мушкарцима                                      | 705290   |
| 152 | Становништво у пописним домаћинствима на челу са женама                                          | 207499   |
| 153 | Укупно домаћинстава                                                                              | 347015   |
| 154 | Укупно насељених домаћинстава                                                                    | 265805   |
| 155 | Укупно приватних кућа                                                                            | 340776   |
| 156 | Насељени приватни домови                                                                         | 259566   |
| 157 | Укупно насељених приватних кућа                                                                  | 265730   |
| 158 | Ненасељене приватне куће                                                                         | 64419    |
| 159 | Појединачна домаћинства за привремену употребу                                                   | 16791    |
| 160 | Становници у насељеним приватним кућама                                                          | 912789   |
| 161 | Насељеност станара у приватним становима                                                         | 3.52     |
| 162 | Просечно становника по соби у приватним насељеним домаћинствима                                  | 0.91     |
| 163 | Појединачна домаћинства са подовима од различитих материјала од земље                            | 251270   |
| 164 | Појединачна домаћинства у приземљу                                                               | 5877     |
| 165 | Појединачна домаћинства са једном спаваћом собом                                                 | 83815    |
| 166 | Појединачна домаћинства са две спаваће собе и више                                               | 173849   |
| 167 | Појединачна домаћинства са једним собом                                                          | 7065     |
| 168 | Појединачна домаћинства са две собе                                                              | 36183    |
| 169 | Појединачна домаћинства са 3 собе и више                                                         | 214109   |
| 170 | Појединачна домаћинства која имају електрично светло                                             | 255947   |
| 171 | Појединачна домаћинства која немају електрично светло                                            | 2000     |
| 172 | Појединачна домаћинства која имају водоводну воду у стамбеном простору                           | 251280   |
| 173 | Појединачна домаћинства која немају водоводну воду у стамбеном простору                          | 5644     |
| 174 | Појединачна домаћинства која имају тоалет                                                        | 255456   |
| 175 | Појединачна домаћинства која имају канализацију                                                  | 239219   |
| 176 | Појединачна домаћинства која немају канализацију                                                 | 17214    |
| 177 | Појединачна домаћинства која имају електрично светло, довод воде из јавне мреже и канализацију   | 235727   |
| 178 | Појединачна домаћинства без икаквих услова                                                       | 1060     |
| 179 | Појединачна домаћинства која имају радио                                                         | 211544   |
| 180 | Појединачна домаћинства која имају телевизор                                                     | 252589   |
| 181 | Појединачна домаћинства која имају фрижидер                                                      | 248611   |
| 182 | Појединачна домаћинства која имају машину за веш                                                 | 224211   |
| 183 | Појединачна домаћинства која имају аутомобил или комби                                           | 196127   |
| 184 | Појединачна домаћинства која имају рачунар                                                       | 117068   |
| 185 | Појединачна домаћинства која имају фиксну телефонску линију                                      | 131201   |
| 186 | Појединачна домаћинства која имају мобилни телефон                                               | 218399   |
| 187 | Појединачна домаћинства која имају приступ интернету                                             | 94236    |